# Sidney (Iowa)
Sidney é uma cidade localizada no estado americano de Iowa, no Condado de Fremont.

## Demografia
Segundo o censo americano de 2000, a sua população era de 1300 habitantes.
Em 2006, foi estimada uma população de 1188, um decréscimo de 112 (-8.6%).

## Geografia
De acordo com o United States Census Bureau tem uma área de
3,3 km², dos quais 3,3 km² cobertos por terra e 0,0 km² cobertos por água. Sidney localiza-se a aproximadamente 356 m acima do nível do mar.

## Localidades na vizinhança
O diagrama seguinte representa as localidades num raio de 16 km ao redor de Sidney.